# Hila
Hila (em árabe: الحلة; BGN: Al Ḩillah; também Hillah ou Hilla) é uma cidade situada na região central do Iraque, às margens do rio Eufrates, a cerca de 100 quilômetros a sul da capital do país, Bagdá. Tinha uma população estimada em 525.000 habitantes, em 2002. Capital da província de Babil, localiza-se nas proximidades das ruínas das antigas cidades de Babilônia, Borsipa e Quis, numa região predominantemente agrária, extensivamente irrigada com água extraída do rio, e que produz uma ampla gama de cereais, frutas e produtos têxteis.
A cidade foi antigamente um importante centro de estudos islâmicos, e a sepultura do profeta judeu Ezequiel estaria localizada numa aldeia próxima. Foi fundada em 1101 pela poderosa tribo árabe de assaditas, e seu primeiro governante foi Ali ibne Mazide, fundador do Estado Mazaída. Tornou-se um importante centro administrativo durante as administrações otomana e britânica do Iraque, e foi palco de intensos combates em 1920, durante uma revolta contra os britânicos, quando 300 homens do Regimento de Manchester foram derrotados na cidade.